# Saison 7 de True Blood
Chronologie
Saison 6
Cet article présente les dix épisodes de la septième et dernière saison de la série télévisée américaine True Blood.

## Généralités
La série décrit la coexistence entre les humains et les vampires, récemment révélés à la face du monde : à la suite de la mise au point par des scientifiques japonais du Tru Blood, un sang synthétique, les vampires ont fait leur « coming out » à travers le monde, et tentent désormais de s'intégrer à la population. C'est dans ce contexte que Sookie Stackhouse, une jeune serveuse télépathe, rencontre Bill Compton, un vampire de 173 ans dont elle est incapable d'entendre les pensées ; mais cette relation n'est pas vue d'un très bon œil dans la petite bourgade de Bon Temps, où le racisme anti-vampires augmente au fur et à mesure que les meurtres se succèdent.

## Distribution

### Acteurs principaux
- Anna Paquin (VF : Chloé Berthier) : Sookie Stackhouse
- Stephen Moyer (VF : Damien Boisseau) : Bill Compton
- Sam Trammell (VF : Alexis Victor) : Sam Merlotte
- Ryan Kwanten (VF : Axel Kiener) : Jason Stackhouse
- Rutina Wesley (VF : Sophie Riffont) : Tara Thornton
- Alexander Skarsgård (VF : Nessym Guetat) : Eric Northman
- Chris Bauer (VF : Gilles Morvan) : Andy Bellefleur
- Kristin Bauer (VF : Dominique Vallée) : Pam De Beaufort
- Lauren Bowles (VF : Anne Deleuze) : Holly Cleary
- Nelsan Ellis (VF : Lucien Jean-Baptiste) : Lafayette Reynolds
- Joe Manganiello (VF : Arnaud Arbessier) : Alcide Herveaux
- Carrie Preston (VF : Véronique Alycia) : Arlene Fowler
- Deborah Ann Woll (VF : Stéphanie Lafforgue) : Jessica Hamby
- Amelia Rose Blaire (VF : Marie Tirmont) : Willa Burrell
- Jurnee Smollett-Bell (VF : Laëtitia Lefebvre) : Nicole Wright
- Nathan Parsons (VF : Jean-Baptiste Marcenac) : James Kent
- Karolina Wydra (VF : Pauline de Meurville) : Violet
- Bailey Noble (en) (VF : Nastassja Girard) : Adilyn Bellefleur
- Tara Buck (VF : Marie-Martine Bisson) : Ginger
- Anna Camp (VF : Karine Foviau) : Sarah Newlin
- Gregg Daniel (VF : Frantz Confiac) : le révérend Daniels
- Aaron Christian Howles (en) (VF : Alexandre Nguyen) : Rocky Cleary
- Noah Matthews (VF : Thomas Sagols) : Wade Cleary
- Adina Porter (VF : Maïk Darah) : Letti Maé Daniels
- Jim Parrack (VF : Francis Benoît) : Hoyt Fortenberry

### Acteurs récurrents
- Tanya Wright (en) (VF : Annie Milon) : Kenya Jones
- Tess Alexandra Parker (VF : Nathalie Kanoui) : Rosie
- Dale Raoul (VF : Marion Game) : Maxine Fortenberry
- Patricia Bethune : Jane Bodehouse
- John W.Godley : "Big John" Dickson
- Robert Patrick (VF : Michel Vigné) : Jackson Herveaux
- Brian Poth (VF : Didier Cherbuy) : Matt
- Brett Rickaby (VF : Vincent Violette) : Vince Gibson
- Paula Jai Parker : Karen
- Riley Smith (VF : Damien Ferrette) : Keith
- Natalie Hall (VF : Edwige Lemoine)  : Amber Mills
- Will Yun Lee (VF : Anatole de Bodinat) : M. Gus

### Invités
- John Rezig : Kevin Elliss (épisodes 1 et 3)
- Sitara Attaie : Dounia (épisode 1)
- Jessica Tuck (VF : Emmanuèle Bondeville) : Nan Flanagan (épisode 3 - flashback)
- Zeljko Ivanek (VF : Hervé Bellon) : l'Ordonnateur (épisode 4 - flashback)
- Todd Lowe (VF : Philippe Sollier) : Terry Bellefleur (épisode 4 - flashback)
- Stacy Haiduk : Jenny (épisodes 4 et 5)
- Eugene Byrd : Jérôme
- Alec Gray : Coby Fowler (épisode 5)
- Laurel Weber : Lisa Fowler (épisode 5)
- Rutger Hauer (VF : Daniel Beretta) : Niall Brigant (épisode 7)
- Michael McMillian (VF : Guillaume Lebon) : Steve Newlin (épisode 7 - flashback)

## Production

### Développement
Le 15 juillet 2013, la série a été renouvelée pour une septième et dernière saison.

### Casting
En mars 2013, Rutger Hauer reprendra son rôle le temps d'un épisode lors de cette saison.
Entre août 2013 et mars 2014, Amelia Rose Blaire, Bailey Noble (en), Adina Porter, Nathan Parsons et Tara Buck ont été promus au statut de principal lors de cette saison.
Entre février et mai 2014, Riley Smith et Will Yun Lee ont obtenu un rôle récurrent lors de cette saison.

## Liste des épisodes

### Épisode 1:Jésus sera là
- États-Unis : 22 juin 2014[12] sur HBO
- France : 
  - 23 juin 2014 sur OCS City[13] (en VOSTFr)
  - prochainement sur OCS Max (en VF)

- États-Unis : 4,03 millions de téléspectateurs[14]

- Robert Baker (Mack)
- Arthur Darbinyan (Najat)
- Brianne Davis (Belinda)
- Massi Furlan (Nizar)
- Dustin Ingram (Ronnie)
- Paula Jai Parker (Karen)
- Brian Poth (Matt)
- Brett Rickaby (Vince)
- David Bickford (un révérend)
- Maz Jobrani (un propriétaire marocain)
- Paul Rae (un vampire infecté)

### Épisode 2:Je t'ai retrouvé
- États-Unis : 29 juin 2014 sur HBO
- France : 30 juin 2014 sur OCS OCS City (en VOSTFr)

- États-Unis : 3,06 millions de téléspectateurs[15]

- Lucas Adams (Lou)
- Robert Baker (Mack)
- Connor Barrett (Collin)
- Eugene Byrd (Jerome)
- Brianne Davis (Belinda)
- Vanessa Dubaso (Juliette)
- Dustin Ingram (Ronnie)
- Lily Knight (Betty Harris)
- Brett Lorenzini (Troy)
- Paula Jai Parker (Karen)
- Brett Rickaby (Vince)
- Chelsea Ricketts (Lucinda)

### Épisode 3:Tous aux abris!
- États-Unis : 6 juillet 2014 sur HBO
- France : 
  - 7 juillet 2014 sur OCS OCS City (en VOSTFr)

- États-Unis : 3,19 millions de téléspectateurs[16]

- Lucas Adams : Lou
- Robert Baker : Mack
- Eugene Byrd : Jerome
- Brianne Davis : Belinda
- Dustin Ingram : Ronnie
- Louis Ozawa Changchien : Hiroki
- Paula Jai Parker : Karen
- Brian Poth : Matt
- Drew Rausch : Julian Fortenberry
- Brett Rickaby : Vince
- Chelsea Ricketts : Lucinda
- Gabriella Wright : Sylvie
- Shishir Kurup : un gourou indien

### Épisode 4:La Mort n'est qu'un début
- États-Unis : 13 juillet 2014 sur HBO
- France : 
  - 14 juillet 2014 sur OCS OCS City (en VOSTFr)

- États-Unis : 3,23 millions de téléspectateurs[17] (première diffusion)

- Eugene Byrd : Jerome
- Stacy Haiduk : Jenny
- Dustin Ingram : Ronnie
- Jamie Luner : Amanda
- Paula Jai Parker : Karen
- Christian Pitre : Victoria
- Brett Rickaby : Vince
- Chelsea Ricketts : Lucinda
- Riley Smith : Keith

### Épisode 5:Cause perdue
- États-Unis : 20 juillet 2014 sur HBO
- France : 
  - 21 juillet 2014 sur OCS OCS City (en VOSTFr)

- États-Unis : 3,57 millions de téléspectateurs[18] (première diffusion)

- Bess Armstrong : Nancy Mils
- Stacy Haiduk : Jenny
- Natalie Hall : Amber Mills
- Matthew Holmes : Charles Dupont
- Gilbert Owuor : Minus
- Louis Ozawa Changchien : Hiroki
- Brett Rice : Paul Mills
- Riley Smith : Keith

### Épisode 6:Le Karma
- États-Unis : 27 juillet 2014 sur HBO
- France : 
  - 28 juillet 2014 sur OCS OCS City (en VOSTFr)

- États-Unis : 3,38 millions de téléspectateurs[19] (première diffusion)

- Natalie Hall : Amber Mills
- Will Yun Lee : M. Gus
- Kathleen York : Madeline Kapnek

### Épisode 7:Une dernière fois
- États-Unis : 3 août 2014 sur HBO
- France : 
  - 4 août 2014 sur OCS OCS City (en VOSTFr)

- États-Unis : 3,39 millions de téléspectateurs[20] (première diffusion)

- Marcia De Rousse : Dr Ludwig
- John W. Godley : Big John
- Natalie Hall : Amber Mills
- Rutger Hauer : Niall Brigant
- Ashley Hinshaw : Brigette
- Matthew Holmes : Charles Dupont
- Will Yun Lee : M. Gus
- Gilbert Owuor : Minus
- Michael Rothhaar : William Compton Sr.
- Riley Smith : Keith
- Shishir Kurup : un gourou indien

### Épisode 8:Plus près... du sol
- États-Unis : 10 août 2014 sur HBO
- France : 
  - 11 août 2014 sur OCS OCS City (en VOSTFr)

- États-Unis : 3,34 millions de téléspectateurs[21] (première diffusion)

- John W. Godley (Big John)
- Malcolm J. Goodwin (Joe Thornton)
- Ashley Hinshaw (Brigette)
- Terrell Lee (M. Stewart)
- Will Yun Lee (M. Gus)
- Gwen Stewart (Mme Stewart)
- Toshiji Takeshima (un Yakuza)
- Yukata Takeuchi (un Yakuza)

### Épisode 9:Aimer et mourir
- États-Unis : 17 août 2014 sur HBO
- France : 
  - 18 août 2014 sur OCS OCS City (en VOSTFr)

- États-Unis : 3,56 millions de téléspectateurs[22] (première diffusion)

- John W. Godley (Big John)
- Ashley Hinshaw (Brigette)
- Will Yun Lee (M. Gus)
- Riley Smith (Keith)
- Yukata Takeuchi (un Yakuza)

### Épisode 10:Merci
- États-Unis : 24 août 2014 sur HBO
- France : 
  - 25 août 2014 sur OCS OCS City (en VOSTFr)

- États-Unis : 4,04 millions de téléspectateurs[23] (première diffusion)

- Patricia Bethune (Jane Bodehouse)
- Alec Gray (Coby)
- Will Yun Lee (M. Gus)
- Michael McMillian (Steve Newlin)
- Riley Smith (Keith)
- Laurel Weber (Lisa)